# Gracillaria syringella
Espèce
Gracillaria syringella est une espèce de lépidoptères (papillons) de la famille des Gracillariidae, originaire d'Europe.
Ce petit papillon est un ravageur dont les chenilles, appelées Mineuses du lilas, Teigne du lilas, Fausse-teigne du lilas, creusent des galeries dans des feuilles de divers arbres et arbustes.
Sa gamme d'hôtes comprend notamment les espèces suivantes : Deutzia spp., Euonymus europaeus (fusain), Fraxinus excelsior (frêne), Jasminum officinale (jasmin), Ligustrum vulgare (troène),  Phillyrea latifolia, Syringa vulgaris (lilas).

## Synonymes
Selon Catalogue of Life (30 août 2014) :
- Caloptilia syringella (Fabricius, 1794),
- Gracillaria anastomosis Haworth, 1828,
- Gracillaria ardeaepennella (Treitschke, 1833),
- Gracillaria heringiella (Reutti, 1898),
- Gracillaria ligustri Vallot, 1850,
- Gracillaria microdactylella ([Denis & Schiffermüller], 1775),
- Gracillaria parva Klemensiewicz.